# Alfredo Maria Bonanno
Alfredo Maria Bonanno (* 4. März 1937 in Catania; † 6. Dezember 2023 in Triest) war ein italienischer Insurrektionalist.

## Leben
Alfredo Bonanno wurde wegen seines 1977 erschienenen Buches Die bewaffnete Freude zu anderthalb Jahren Gefängnis verurteilt und das Werk wurde aus Bibliotheken entfernt.
Er war unter den mehreren hundert italienischen Anarchisten, die in der Nacht des 19. Juni 1997 verhaftet wurden, als die italienische Polizei landesweit in anarchistischen Zentren und Privatwohnungen auf Grund eines Attentats auf den Palazzo Milano am 25. April 1997 Razzien durchführte. Am 2. Februar 2003 wurde Bonanno wegen bewaffneten Raubüberfalls und anderer Vergehen zu sechs Jahren Gefängnis und 3000 Euro Geldstrafe verurteilt. Dieses Urteil erging in Zusammenhang mit dem Verfahren von Marini, in dem italienische Anarchisten wegen Zugehörigkeit zu einer bewaffneten Gruppe verurteilt wurden, deren Anführer Bonanno gewesen sei.

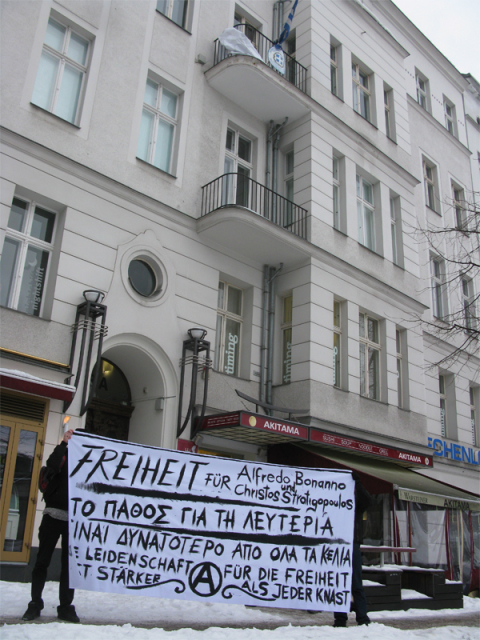
Solidaritätsdemonstration vor der Griechischen Botschaft in Berlin, Februar 2010

Am 4. Oktober 2009 wurde Bonanno mit dem griechischen Anarchisten Christos Stratigopolous im zentralgriechischen Trikala unter dem Verdacht des bewaffneten Bankraubs verhaftet, im November 2010 zu vier Jahren Haft verurteilt und wegen seines Alters freigelassen. Christos wurde zu acht Jahren und neun Monaten Haft verurteilt. 46.900 Euro Bargeld waren in ihrem Fahrzeug gefunden worden.

## Denken
Alfredo Bonanno propagierte in seinen Werken vor allem den selbstorganisierten, individuellen und unabhängigen bewaffneten Aufstand und gilt als einer der zentralen Vertreter des aufständischen Anarchismus oder Insurrektionalismus. Er bezeichnet den Kapitalismus als „Projekt des Todes“ und setzt dem die „Freude am Leben“ gegenüber, die sich im bewaffneten Widerstand des Einzelnen äußern solle. Er entwarf ein dystopisches Bild der Gesellschaft, in der jetzt der richtige Augenblick für Aufstände sei, da sich die Gefängnisse zuerst in Spezialknäste für Revolutionärinnen, dann in Vorzeigegefängnisse und schliesslich in wahrhaftige Lager zur Manipulation der Gehirne und zu guter Letzt in Irrenhäuser verwandeln würden. Hierarchische Organisationen wie die Roten Brigaden lehnt er als bewaffnete Partei ab.
Den Anarchismus begriff Bonanno als Anarchist primär als Transformationsprozess und nur in zweiter Linie als politische Ideologie. Anarchismus war für ihn dauernde Reflexion und daraus resultierende persönliche und gesellschaftliche Veränderung. An Liberalen und Anhängern der Demokratie kritisierte Bonanno deren eingeschränkte Utopie, die sich beispielsweise in Erstrebung des Minimalstaats und größerer Freiheit zeigte, aber nicht an Freiheit an sich, die er als Grenzenlosigkeit definierte. Das Gleiche gelte für die Kontrolle, die Demokraten minimalisieren, Anarchisten aber abschaffen wollten. Anarchisten seien zudem die einzigen Aktivisten, bei denen es keinen Gegensatz zwischen Theorie und Praxis gebe und der anarchistische Anspruch spontan im direkten Umfeld umgesetzt werden könne.
Den Anarchosyndikalismus und seine feste, möglichst mitgliederstarke Organisation als Gewerkschaft begriff Bonanno als veraltetes Konzept aus einem einfachen, auf die Arbeit fixierten Zeitalter. Die zeitgenössische Gesellschaft beruhe auf telematisierter Technologie und die Gesellschaft sei nicht mehr einfach anarchistisch zu transformieren, wie dies im 20. Jahrhundert vorstellbar gewesen sei. Dieser Realität sei die Form der anarchistischen Organisierung angemessen, die sich aus informellen Organisation einzelner Affinity Groups bilde. Dies ist in seinen Worten eine Gruppe, die auch ganz winzig ist und aus wenigen GenossInnen besteht, die sich gut kennen und ist eine Gruppe, die sich trifft, um zu diskutieren, die aber über Diskussionen dazu beiträgt, die Diskussion zu entwickeln (…), um sich im anderen Moment in Praxis zu verwandeln.

## Werke in deutscher Übersetzung
- Die bewaffnete Freude (Originaltitel La gioia armata, 1977) (online verfügbar) (pdf; 351 kB)
- Lasst uns die Arbeit zerstören (Originaltitel Distruggiamo il lavoro, 1994) (online verfügbar) (pdf; 151 kB)
- Die anarchistische Spannung (1995) (online verfügbar) (pdf; 594 kB)
- Max Stirner und der Anarchismus, Edition Anares, ISBN 3-905052-61-X.
- Was können wir mit dem Antifaschismus tun? (online verfügbar) (pdf; 45 kB)
- Revolutionäre Solidarität
- Vom Zentrum zur Peripherie (1998) (online verfügbar) (pdf; 1,1 MB)
- Das aufständische Projekt (online verfügbar) (pdf; 182 kB)
- Vom Krawall zum Aufstand (online verfügbar) (pdf; 19,9 MB)